# Arche du Pin
L'arche du Pin est un pont établi sur le cours d'un ancien bras du Cher, dans la commune de Joué-lès-Tours,  département français d'Indre-et-Loire.
Remplaçant peut-être un pont plus ancien, voire antique, il est édifié vers le XIIIe siècle. Presque entièrement ruiné au XXIe siècle, ses vestiges sont inscrits comme monument historique depuis 1964.

## Localisation
Le pont enjambe le Petit-Cher, ancien bras méridional du Cher dans le lit majeur de cette rivière, sur le territoire de la commune de Joué-lès-Tours, en Indre-et-Loire. C'est ce bras qui, à ce niveau, constitue la limite communale entre Joué-lès-Tours au sud et Tours au nord.

## Histoire
Dans l'Antiquité, il est probable qu'une voie reliant Tours au sud de la Touraine par Thilouze et Saint-Épain ait franchi le Petit Cher à cet emplacement sur un pont disparu. L'arche du Pin le remplace, sans doute au XIIIe siècle et la voie antique est toujours fréquentée au Moyen Âge. La tradition rapporte d'ailleurs que Jeanne d'Arc a franchi le Cher sur ce pont, sur l'itinéraire qui la conduisait de Chinon à Tours, peut-être le 12 avril 1429.
En 1962 le pont est en mauvais état et son propriétaire le signale auprès de la Société archéologique de Touraine. Cette démarche aboutit à l'inscription au titre des monuments historiques par arrêté du 5 mai 1964,.

## Description
Les trois arches qui composent ce pont en dos-d'âne sont voûtées en plein cintre et sont toujours en place au début du XXe siècle mais au début des années 1990 elles sont signalées comme effondrées et, en 2016, il n'en « reste plus grand-chose ».
Les parements et les parapets sont constitués de pierres de grand appareil excepté à l'approche des culées où ils sont en moyen appareil ; les blocs sont liés au mortier de tuileau.

## Pour en savoir plus